# Pallag Zsuzsa
Pallag Zsuzsa, született Gáspár Zsuzsanna (Budapest, 1917. szeptember 23. – Budapest, 2010. március 29.) szobrász.

## Élete
Autodidakta. 1949 és 1950 között a Ganz Vagongyár Képzőművész körének a tagja volt, ahol mestere Turcsányi Árpád. 1951 és 1952 között a Dési Huber Képzőművészkör tagja volt, ahol mestere Laborcz Ferenc. Ezt követően hosszú ideig, 1952 és 1990 között a Vasutas Képzőművész kör tagjaként tevékenykedett. Itt mesterei Kirchmayer Károly és Benedek György voltak.
1981-től vett részt csoportos kiállításokon. 1990-ben a Honvédelmi Minisztérium pályázatán III. díjat nyert. Számos érmet készített, melyekkel pályázatokon indult.

## Kiállításai
Egyéni
- 1985: II. kerületi Művelődési Központ, Budapest
- 1990: Dégaléria.

Csoportos
- 1993-1999: IX-XII. Országos Éremművészeti Biennálé, Sopron.

## Művei
Köztéri
- II. világháborús emlékművek bronz domborművei (Dég, Döge, Gyulaj, Gyöngyössolymos, Kunszentmiklós, Tolnanémedi)

Közgyűjteményekben
- Déry Tibor (vörösmárvány mellszobor, Petőfi Irodalmi Múzeum, Budapest)
- Faludy György (kisméretű bronz portrészobor, Petőfi Irodalmi Múzeum, Budapest).